# Cheglio
Cheglio è una frazione del comune di Taino (VA), posta quasi senza soluzione di continuità a nordovest del centro abitato, verso Angera.

## Geografia fisica
Insieme al comune di Taino, Cheglio si sviluppa sulle prime zone collinari delle Prealpi lombarde. La frazione si trova nella zona sud-orientale del Lago Maggiore, dal quale dista pochi chilometri.
A Cheglio troviamo piccoli ruscelli, canali di scorrimento per lo più, come la Vepra e il torrente Riale (Rià), popolati da granchi d'acqua dolce. Parte del territorio circostante è ricoperto da boschi di castagni e robinia. Cheglio, come anche Taino, era conosciuto nel secolo scorso come il paese delle vigne. In ricordo è stata dedicata una via chiamata appunto "della Vigna".

## Origini del nome
Il nome Cheglio deriverebbe da Kellio che, secondo alcuni studiosi di toponomastica, significherebbe "cavità"; lo stesso varrebbe per i paesi di Cuvio e Cuveglio.
I Chegliesi in dialetto sono chiamati Margascèe. Questo nomignolo deriva dal fatto che un tempo nei cortili, venivano stese le stoppie del granoturco, i Margasc, che servivano da lettiera per il bestiame.

## Storia
Nel periodo dal 650 a.C. al 600 a.C., scacciando o assorbendo popolazioni locali arrivano qui Celti ed Etruschi. Di interesse diretto è la cultura di Golasecca (IX-IV secolo a.C.) che si sviluppò a partire dall'età del bronzo finale, nella pianura padana e che prende il nome dalla località di Golasecca, presso il fiume Ticino.
Furono proprio i Celti a dare a Cheglio e Taino la fisionomia di un villaggio.
I primi Celti apparsi furono probabilmente esploratori scesi dai passi alpini. Sono infatti di origine celtica i nomi terminanti in -ate (Cadrezzate, Osmate, Lentate), in -ago (Mornago) e anche in -ano (Oriano Ticino, Varano).
Verso il 30-31 d.C. i Chegliesi erano cittadini romani con pieni diritti a loro conferiti nel 49 a.C. con la Lex Julia emanata da Giulio Cesare.
Nel 60 d.C. Cheglio si trovava nella XI regione della Gallia Transpadana.
Gli abitanti erano di religione pagana nonostante la diffusione del cristianesimo iniziata soltanto nel 311 ai tempi dell'editto di tolleranza che emanò l'imperatore Galerio e quello del 313 di Costantino.
A Cheglio la costruzione della nuova Chiesa iniziò nel 1581, forse sulla base di un preesistente modestissimo oratorio dedicato già ai Santi Cosima e Damiano, due fratelli arabi martiri che attorno al 300 d.C. furono decapitati a Cipro.
Nel 1500 Cheglio si trovava sotto il dominio della famiglia angerese Avogadro.
Nel 1572 Ottavia Balbi porta in dote al marito, il conte Giovanni Battista Serbelloni, notevoli proprietà a Taino e Cheglio.
Durante la Guerra dei trent'anni Cheglio venne distrutta e saccheggiata. Passò sotto il dominio spagnolo a seguito della Pace dei Pirenei del 1659 e successivamente sotto quello austriaco con il Trattato di Utrecht del 1713. Al censimento del 1751 Cheglio risultò abitata da 120 persone.
Passò poi al Regno d'Italia (1805-1814) con i suoi 129 abitanti. Fu in questo periodo che il Comune di Cheglio fu abolito e aggregato per la prima volta a quello di Taino con decreto del 1809 del Governo Bonaparte.. Nel 1815 fu parte del neo costituito Regno Lombardo-Veneto. Per motivi prettamente ideologici gli austriaci nel 1815 annullarono il decreto di aggregazione ristabilendo l'autonomia comunale di Cheglio ma, nel caso specifico, dovettero presto ricredersi e convincersi di un'unione che era nella natura dello sviluppo urbanistico della zona: nel 1822 emanarono quindi l'ordinanza di una nuova unificazione dei due comuni, con decorrenza dal 1º gennaio 1823.
Oggi Cheglio rappresenta una frazione di Taino. È conosciuta negli ultimi anni per essere diventata la zona industriale del paese. Sono presenti numerose fabbriche presso il confine col comune di Angera.

## Monumenti e luoghi d'interesse
Il principale punto di interesse di Cheglio è l'oratorio dei Santi Cosma e Damiano, di origine medievale, inserito in una proprietà privata. Altri punti di interesse sono l'oratorio di San Giovanni Battista (noto anche come chiesetta di Cheglio) la fontana sulla strada per Cheglio (che era un sarcofago romano), il lavatoio di Cheglio e l'annessa piazza Margascee.

### Architetture religiose

#### Oratorio dei Santi Cosma e Damiano
La sua costruzione originaria in sassi risale al IX-X secolo, a pianta quadrata (caratteristica rara) che fu utilizzata come abside della chiesetta dell'Annunciazione di Maria Santissima del XII secolo.
L'abside contiene resti di affreschi di epoca carolingia, nell'aula, dietro all'altare quelli di un affresco quattrocentesco e altri di epoca più tarda. La chiesa, di proprietà privata è incorporata fin dal 1577 nella casa di abitazione dei massari.
Antica tradizione contadina era recarsi in processione a questo oratorio, che veniva aperto al pubblico, il 25 marzo di ogni anno in occasione della festa dell'Annunciazione.
Intimamente legata all'Oratorio di San Damiano ed alla citata processione è la Leggenda della Valle dei Passeri. Secondo la leggenda, i boschi di Cheglio, avrebbero ospitato un santo eremita che trascorreva il suo tempo tra la preghiera e la cura degli ammalati. Schernito e perseguitato dai pagani, venne soccorso da una folta schiera di passeri che, con le loro zampette scavarono un fossato, il quale, riempitosi tosto di acqua, si trasformò in un torrente donde nacque la Valle tuttora detta dei Passeri. I pagani impressionati da tale prodigio, tornarono alle loro case e cessarono le persecuzione del povero eremita. Per riconoscenza il buon vecchio dipinse nella chiesetta di San Damiano, sopra all'altare, la Vergine con i SS. Cosma e Damiano contornati dai passeri. Si narra altresì che un giorno gli abitanti di Cheglio udirono il suono delle campane provenienti dalla chiesina, ed accorsi lì, trovarono il vecchio che riposava il suo sonno eterno mentre le campane ancora suonavano. In ricordo del bene ricevuto e del fatto prodigioso, gli abitanti di Cheglio, Lentate e Capronno, accorsero lì in processione ogni 25 marzo, data che oltre alla ricorrenza mariana dell'Annunciazione avrebbe ricordato il giorno della morte del vecchio saggio.

#### Oratorio di San Giovanni Battista
La chiesetta, seicentesca, è costruita secondo le norme dettate da san Carlo Borromeo e nel cui interno è conservato un grande quadro rappresentante la decollazione del Battista, attribuito dal critico d'arte Giovanni Testori nel 1992, al pittore seicentesco G.B. Crespi detto il Cerano.
Recentemente la chiesa di San Giovanni Battista di Cheglio ha ricevuto l'altare del succitato oratorio di San Damiano.

## Eventi
La Festa da San Giuan (San Giovanni, 24 giugno) è la festa patronale di Cheglio.
Essa ha origini antiche, ma si hanno notizie scritte solo a partire dal Novecento.
Al mattino presto le donne iniziavano a cucinare per il pranzo mentre gli uomini andavano ad assistere alle 10 circa alla Messa grande, celebrata dal parroco con l'aiuto di preti dei paesi vicini.
Durante il pomeriggio era organizzata una corsa in bicicletta e quella dei sacchi, il tiro della fune e il salto dell'oca. Ma la competizione più popolare e amata era il palo della cuccagna. Alla sera vi erano balli e i sarsit (fuochi d'artificio).